# American Arbitration Association
Die American Arbitration Association (AAA) ist eine nicht-kommerzielle Schiedsinstitution und unterstützt als solche Parteien bei Schiedsverfahren. Die AAA bietet außerdem Mediation über die Webseite Mediation.org und andere Formen alternativer Streitbeilegungsverfahren an. Sie hat ihren Sitz in New York City.
Für internationale Verfahren hat die AAA im Jahr 1996 das International Centre for Dispute Resolution (ICDR) gegründet. Das ICDR betreibt Büros in New York, Dublin, Mexiko-Stadt, Bahrain und Singapur.

## Bedeutung
Die AAA ist die bedeutendste nationale Schiedsorganisation der Vereinigten Staaten.

## Geschichte
Die AAA ging 1926 aus dem Zusammenschluss der Arbitration Society of America und der Arbitration Foundation hervor. Im selben Jahr wurde der Federal Arbitration Act verabschiedet.

## Dienstleistungen
Als Schiedsinstitution bietet die AAA Regelwerke für bestimmte Arten von Schiedsverfahren an, so z. B. für Konsumentenschiedsverfahren, arbeitsrechtliche Schiedsverfahren und internationale Handelsschiedsverfahren. Sie unterstützt die Parteien von Streitigkeiten zudem bei der Ernennung von Schiedsrichtern und Mediatoren.